# Червара (Маса-Карара)
Червара (итал. Cervara) је насеље у Италији у округу Маса-Карара, региону Тоскана.
Према процени из 2011. у насељу је живело 103 становника. Насеље се налази на надморској висини од 735 м.